# Église Saint-Mayeul-et-Saint-Pont de Saint-Pont
L'église Saint-Mayeul-et-Saint-Pont est une église située à Saint-Pont, en France.

## Localisation
L'église est située sur la commune de Saint-Pont, dans le département français de l'Allier.

## Historique
L'édifice est inscrit au titre des monuments historiques en 1980.